# Croix de procession du Duomo de Pise
La Croix de procession du Dôme de Pise  est un crucifix monumental  réalisé en  tempera et or sur bois par Giunta Pisano vers 1240-1250 et  conservée au Musée national San Matteo à Pise.